# Radio Wuppertal
Radio Wuppertal ist ein privater Hörfunksender, der zur Gruppe der NRW-Lokalradios gehört. Sendestart war am 6. Oktober 1991. Chefredakteur ist Georg Rose.

## Betreiber
Wie alle Lokalradios in NRW ist Radio Wuppertal nach dem sogenannten Zwei-Säulen-Modell aufgebaut. Die beiden Säulen sind auf der einen Seite die Veranstaltergemeinschaft (VG) und auf der anderen Seite die Betriebsgesellschaft (BG). Die VG ist verantwortlich für den Inhalt des Programmes, für die Einstellung des Chefredakteurs und der Redaktion. Sie setzt sich zusammen aus Vertretern der „gesellschaftlich relevanten Gruppen“. Die VG-Mitglieder arbeiten ehrenamtlich als eingetragener Verein. Die BG ist verantwortlich für Bereitstellung der Sendetechnik und die Finanzierung. Sie darf auf Programminhalt und Programmgestaltung keinen Einfluss nehmen. Die Betriebsgesellschaft darf lokale Werbezeiten verkaufen. Gesellschafter von Radio Wuppertal sind die Rheinische Post (75 %) und die Stadt Wuppertal. Die Trennung von Programminhalt und Finanzen ist vom Landesmediengesetz NRW festgelegt und geregelt.

## Programm
Radio Wuppertal strahlt ein 24-Stunden-Vollprogramm im AC-Format aus. Acht Sendestunden pro Werktag werden lokal im Studio in Wuppertal produziert. Die Morgensendung läuft von 6:00 bis 10:00 Uhr und wird von "Jens und Jasmin" moderiert. Jens Voss und Jasmin Voss moderieren die Sendung seit 2018 – sie sind außerdem seit 2022 miteinander verheiratet. Die Nachmittagssendung läuft von 14:00 bis 18:00 Uhr und wird von Michael Brockordt moderiert. Die restlichen Stunden läuft das Mantelprogramm von Radio NRW. Dabei handelt es sich um ein Programm ohne eigenen Namen. Die Jingles mit der Stationskennung „Radio Wuppertal“ werden im Funkhaus in Wuppertal automatisch ausgelöst.
Lokale Nachrichten sendet Radio Wuppertal montags bis freitags stündlich von 6:30 bis 18:30 Uhr. Außerdem gibt es in den lokal produzierten Sendestunden lokale Schlagzeilen im Anschluss an die Weltnachrichten. Um 17:30 Uhr werden die aktuellen Themen des Tages im Tag in Wuppertal zusammengefasst. Samstags gibt es Nachrichtenshows von 7:30 bis 11:30 Uhr jeweils um halb.
Am Dienstagabend (18:00 bis 19:00 Uhr) läuft die monothematische Sendung "Szene Wuppertal" über die Kulturszene in der Stadt. Die Sendung moderiert der Wuppertaler Singer-Songwriter Florian Franke.
Am Mittwochabend (18:00 bis 19:00 Uhr) läuft die Gesundheitssendung "Visite". Diese Sendung wird moderiert von Bernd Hamer.
Am Samstagvormittag (10:00 bis 11:00 Uhr) sendet Radio Wuppertal das Interview-Format "ELBA-Talk". Hier sprechen die Moderatorinnen Anni Stosberg und Jasmin Voss mit interessanten Wuppertaler Persönlichkeiten.
Viele Jahre lang moderierte Ted Power eine wöchentliche Sendung bei Radio Wuppertal, zu der er Schlagersänger einlud.

## Empfang
Zu empfangen ist das Programm über die UKW-Frequenz 107,4 MHz (Sender Wuppertal-Westfalenweg), im Kabelnetz sowie über Internetstream (Webradio und App). Die Sendeleistung beträgt 1000 Watt. Die Sendereichweite beträgt bis zu 30 km außerhalb des Wuppertaler Stadtgebietes.

## Bürgerfunk
Die Lokalradios in NRW sind laut Landesmediengesetz NRW (LMG-NRW) verpflichtet, täglich 1 Stunde ihrer Sendezeit dem Bürgerfunk zur Verfügung zu stellen. Der Bürgerfunk wird von Laien gestaltet. Bürgerfunk-Sendungen unterscheiden sich in der Regel erheblich vom Rest des Programms. Die Ausstrahlung erfolgt landesweit einheitlich montags bis freitags von 20 bis 21 Uhr, beispielsweise den Concerttalk, welcher jeden letzten Freitag im Monat läuft, oder die Sendung „Freiraum – Musik und mehr“ jeden Donnerstag. Am Wochenende sendet Radio Wuppertal den Bürgerfunk von 19 bis 20 Uhr.

## Werbung
Vermarktungsaufgaben im Bereich Radio-Werbung sind an die Pressefunk Düsseldorf GmbH, eine Tochtergesellschaft der Rheinischen Post, ausgelagert. Sie betreut im Vermarktungsbereich auch weitere Lokalradios im Ballungsraum Düsseldorf.